# Dicranomyia (Dicranomyia) williamsae
Dicranomyia (Dicranomyia) williamsae is een tweevleugelige uit de familie steltmuggen (Limoniidae). De soort komt voor in het Australaziatisch gebied.